# Zeit Verbrechen
Zeit Verbrechen ist eine deutsche Miniserie, bestehend aus vier einzelnen Filmen von jeweils rund 60 Minuten Länge. Die für Paramount+ entwickelte Serie wurde im Februar 2024 bei der Berlinale erstmals gezeigt und Anfang November 2024 in das Programm von RTL+ aufgenommen. Sie basiert auf dem seit 2018 erscheinenden gleichnamigen Podcast der Wochenzeitung Die Zeit, in dem die langjährige Kriminalreporterin Sabine Rückert und andere Zeit-Journalisten von ihnen recherchierte Kriminalfälle vorstellen.

## Folgenübersicht
| Nr. (ges.) | Nr. (St.) | Originaltitel | Zusammenfassung | Erstausstrahlung D | Regie            | Drehbuch |
| ---------- | --------- | ------------- | --- | ------------------ | ---------------- | --- |
| 1          | 1         | Dezember      | Tim findet nach einem ausgelassenen Abend mit Freunden im Club den Weg nach Hause nicht mehr und klingelt daher bei Fremden. Am nächsten Morgen wird der 18-Jährige tot auf einer Landstraße gefunden. | 6. Nov. 2024       | Mariko Minoguchi | Mariko Minoguchi (basierend auf der Podcast-Folge 110 – Bei Anruf Tod)                                      |
| 2          | 2         | Der Panther   | Johnny, der eigentlich Andi heißt, ist ein Spieler und Gangster. Er arbeitet sowohl für die organisierte Kriminalität, als auch als V-Mann für die Kölner Polizei. Selbst nennt er sich gerne „Panther“ in Anlehnung an Der Panther von Rilke, ohne wirklich zu wissen, dass das Tier in dem Gedicht keine geschmeidige Katze oder ein erfolgreicher Jäger auf Beutezug ist, sondern seiner Freiheit beraubt wurde. Johnny ist davon überzeugt, immer Glück zu haben, doch die Realität sieht anders aus. Johnny hat immer wieder Schulden und lebt mit seiner Tochter in einer Wohnung. Er zweigt von dem Crack, das er verschieben soll, immer wieder mal was ab und lässt es seine Tochter verkaufen. Diese prostituiert sich regelmäßig, um zu ihrem Familieneinkommen beizutragen. Johnny hat ihr versprochen, von hier wegzugehen, wenn er das nötige Geld zusammenhat. Immer wieder belügt er nicht nur sie, sondern auch sich selbst. Als er Fahrer seines Bosses wird, lernt er so einen einflussreichen Gangster kennen, der Porno genannt wird. Als er mit diesen pokert, verliert er das Geld, das er sich in der Spielothek geliehen hat, in der er Stammgast ist. Johnny lässt seinen Boss glauben, sein Partner Marek müsse der in ihren Reihen vermutete Spitzel der Polizei sein, und schlägt diesen brutal zusammen. Johnny will fliehen, um aus der für ihn zunehmend brenzligen Situation zu entkommen. Auf dem Weg zum Flughafen will er sich noch von dem Pferd verabschieden, das er seiner Tochter geschenkt hat. Doch man lauert ihm hier bereits auf. | 6. Nov. 2024       | Jan Bonny        | Jan Bonny, Jan Eichberg (basierend auf der Podcast-Folge Unter Wölfen)                                      |
| 3          | 3         | Deine Brüder  | Cem und seine fünf Freunde sind seit Kindheitstagen eine verschworene Gemeinschaft. Cem verändert sich jedoch, wird härter und bedroht seine engsten Vertrauten, bis irgendwann die Angst vor ihm so groß wird, dass sie sich in einem Akt brutaler Selbstjustiz entlädt. | 6. Nov. 2024       | Helene Hegemann  | Helene Hegemann, Esther Preussler (basierend auf der Podcast-Folge Ein Fall von Selbstjustiz)               |
| 4          | 4         | Love by Proxy | Earlie Thomas reist nach Ghana, um dort das Erbe ihres ermordeten Vaters anzutreten. Hier gerät sie plötzlich in Lebensgefahr, als ihr Geliebter Ralf aus Deutschland versucht, sie mit allen Mitteln in Sicherheit zu bringen. | 6. Nov. 2024       | Faraz Shariat    | Faraz Shariat, Raquel Dukpa, Paulina Lorenz, Benjamin Kent (basierend auf der Podcast-Folge Die Venusfalle) |

## Besetzung

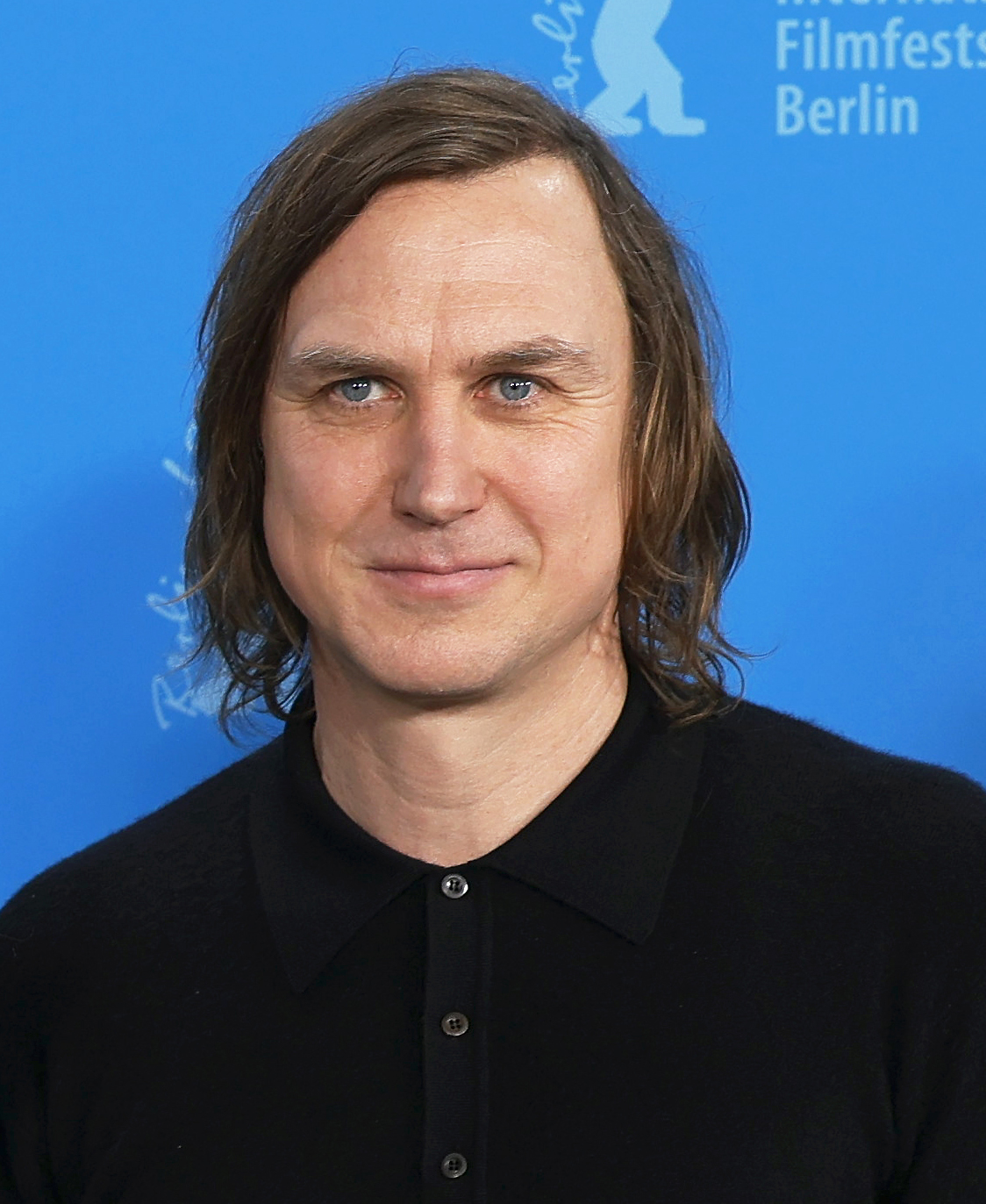
Lars Eidinger spielt Johnny

Folge 1
| Schauspieler        | Rolle         | Rollenbeschreibung |
| ------------------- | ------------- | ------------------ |
| Samuel Benito       | Tim           |                    |
| Lisa Hagmeister     | Bianca Decker |                    |
| Kailas Mahadevan    | Roland Decker |                    |
| Sebastian Zimmler   | Herr Lange    |                    |
| Aljoscha Stadelmann | Herr Hartmann |                    |
| Shadi Eck           | Domi          |                    |
| Carlo Stolle        | Marcel        |                    |
| Jule Hermann        | Jessy         |                    |
| Lisa Hofer          | Frau Stoever  |                    |
| Eser Duran          | Harden        |                    |
| Clara Aileen Bowen  | Merki         |                    |
| Johannes Benecke    | Herr Preuss   |                    |

Folge 2
| Schauspieler       | Rolle   | Rollenbeschreibung                                            |
| ------------------ | ------- | ------------------------------------------------------------- |
| Lars Eidinger      | Johnny  | ein Vater, Spieler und Gangster, der auch als V-Mann arbeitet |
| Anna Bederke       | Nele    |                                                               |
| Marc Poersken      | Marek   |                                                               |
| Sahin Eryilmaz     | Dave    |                                                               |
| Magdalena Laubisch | Stella  |                                                               |
| Aissa El Mkllaki   | Porno   |                                                               |
| Youness Aabbaz     | Bektas  |                                                               |
| Benjamin Höppner   | China   |                                                               |
| Philippine Pachl   | Malwina |                                                               |
| Karim Aouana       | Issa    |                                                               |
| Joachim Król       | Miehe   |                                                               |
| Julia Halewat      | Anne    |                                                               |

Folge 3
| Schauspieler          | Rolle              | Rollenbeschreibung |
| --------------------- | ------------------ | ------------------ |
| Zethphan Smith-Gneist | Cem                |                    |
| Lavinia Wilson        | Anwältin Goldmann  |                    |
| Luna Wedler           | Lara               |                    |
| Eren M. Güvercin      | Felix              |                    |
| Adrian Vasile But     | Faraz              |                    |
| Berke Cetin           | Bekir              |                    |
| Esmael Agostinho      | Hamza              |                    |
| Furkan Yaprak         | Iskender           |                    |
| Anke Kellerer         | Nici               |                    |
| Roland Bonjour        | Anwalt Polak       |                    |
| Tom Lass              | Anwalt Mazur       |                    |
| Frank Büttner         | Anwalt Pelz        |                    |
| Detlev Buck           | Richter Nicolaisen |                    |
| David Ruland          |                    | Staatsanwalt       |
| Acelya Sezer          | Enisa              |                    |

Folge 4
| Schauspieler            | Rolle            | Rollenbeschreibung |
| ----------------------- | ---------------- | ------------------ |
| Maja Simonsen           | Earlie Thomas    |                    |
| Fiifi Jefferson Pratt   | Vincent Saw      |                    |
| Jan Henrik Stahlberg    | Ralf Meierhof    |                    |
| Sandra Hüller           | Susanne Meierhof |                    |
| Briggitte Akosua Appiah | Adwoa            |                    |
| Maame Esi Otibu         | Kisi             |                    |
| Kobina Amissah-Sam      | Herr Kingsley    |                    |
| Sophie Rois             |                  | Braut              |
| Benjamin Radjaipour     |                  | Kassierer          |

## Entstehung
Die vier Filme, aus denen die für Paramount+ entwickelte Serie besteht, basieren auf den Kriminalrecherchen von Sabine Rückert und anderen Zeit-Reportern. Rückert ist die stellvertretende Chefredakteurin der Wochenzeitung Die Zeit. Deren wöchentliche Podcasts, bei denen Rückert Mitherausgeberin ist und die durchschnittlich 1,5 Millionen Streams pro Folge generieren, stellten dabei die Inspirationen für die Serie dar.

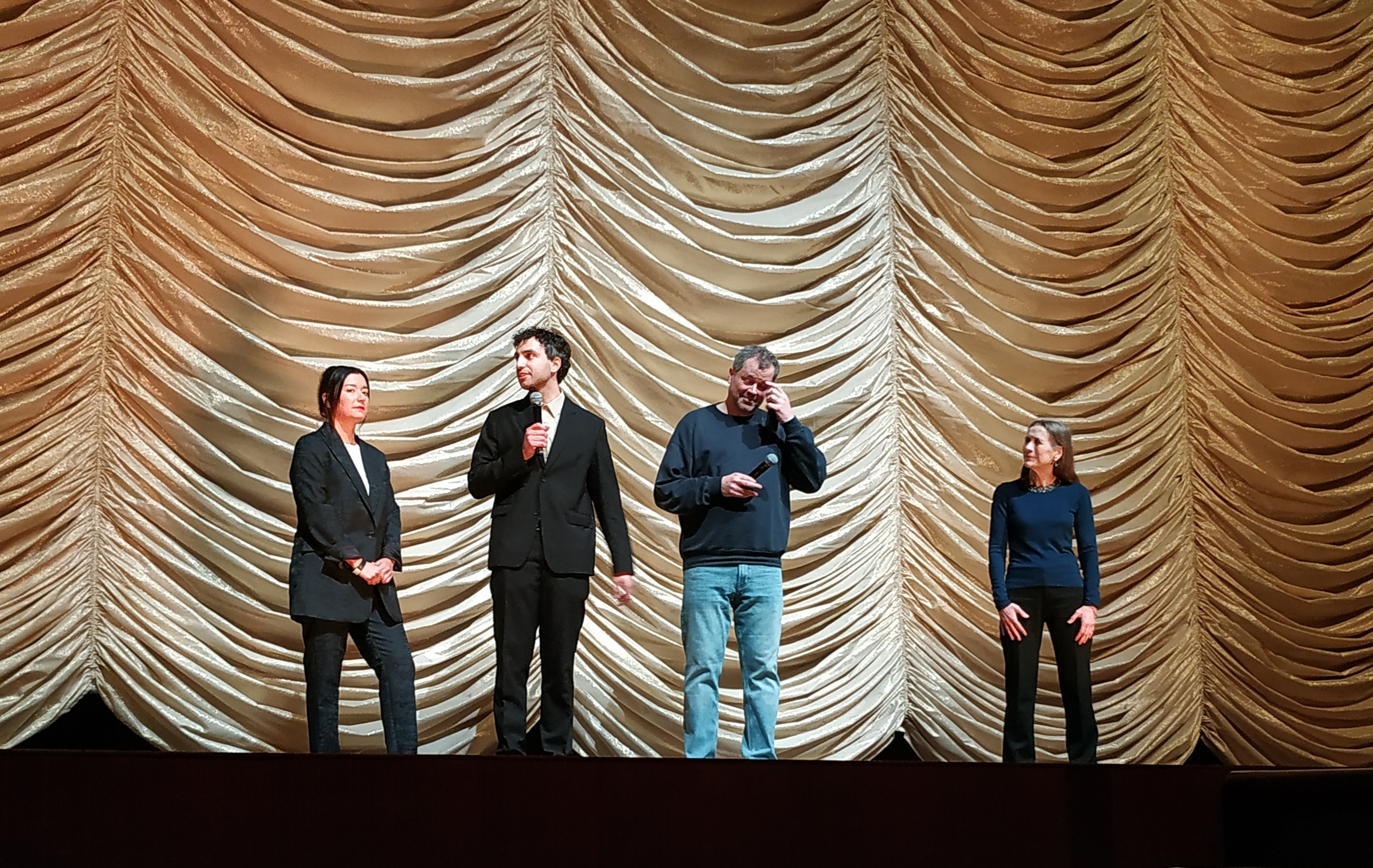
Bei der ersten Folge führte Mariko Minoguchi Regie, bei der zweiten Jan Bonny, hier beide bei der Premiere im Berliner Zoo Palast

In der ersten Folge Dezember von Mariko Minoguchi spielen unter anderem Samuel Benito, Lisa Hagmeister, Kailas Mahadevan und Sebastian Zimmler. Lars Eidinger übernahm in dem zweiten Film mit dem Titel Der Panther von Jan Bonny die Hauptrolle. In Deine Brüder von Helene Hegemann spielen Lavinia Wilson und Luna Wedler tragende Rollen. In der letzten Folge mit dem Titel Love By Proxy von Faraz Shariat sind Sandra Hüller, Maja Simonsen, Fiifi Jefferson Pratt, Jan Henrik Stahlberg und Briggitte Akosua Appiah zu sehen.
Die Serie erhielt vom German Motion Picture Fund eine Produktionsförderung in Höhe von mehr als 1,2 Millionen Euro und vom Medienboard Berlin-Brandenburg in Höhe von 200.000 Euro.

## Veröffentlichung
Alle vier Folgen der Serie wurden am 22. Februar 2024 bei der Berlinale erstmals gezeigt. Im April 2024 wurde die Folge Panther beim Lichter Filmfest vorgestellt. Auch wenn die Serie von Paramount+ produziert wurde, soll sie nicht auf deren Plattform veröffentlicht werden. Am 12. September 2024 wurde bekannt, dass RTL+ die Rechte erworben hat und die Serie ausstrahlen wird. Die Veröffentlichung auf RTL+ erfolgt seit dem 6. November 2024.

## Rezeption

### Kritiken
Die Serie wurde von der Kritik sehr positiv aufgenommen und hochgelobt. Der Spiegel etwa betitelte seine Rezension der Serie „In Seriendeutschland sind noch Wunder möglich“ und lobte den stilistischen Mut der Serie: „Die Filmserie »Zeit Verbrechen« basiert auf dem bekannten Podcast, emanzipiert sich davon aber völlig. Die vier Teile wanken, taumeln, toben – und sind schlicht eine Sensation.“ In der Frankfurter Allgemeine Sonntagszeitung schreibt Susanne Romanowski: „Ihre Macher nutzen den Raum für Ambivalenz, legen Wert auf Atmosphäre und fast durchgehend überzeugende Darsteller. Dafür erhalten sie hoffentlich viel Aufmerksamkeit. Mit so einem bekannten Titel stehen die Chancen dafür nicht schlecht.“ Jan Freitag schreibt in seiner Kritik für DWDL.de, dass es selten zuvor im deutschen Fernsehen „so viel Bruch eingeübter Film- und Fernsehbräuche“ gegeben habe: „Zeit Verbrechen ist ein echtes Geschenk.“ Johanna Adorjan sieht in Zeit Verbrechen den Beweis, dass der deutsche Autorenfilm lebt: „Wie leicht hätte das ganze Projekt schiefgehen können. Einfach noch ein paar Krimis mehr fürs krimibesessene deutsche Publikum. Aber es ist auf wunderbare Weise geglückt: Jorgo Narjes hat die bekannte Marke als Schutzdach genutzt, unter dem er der Kunst die Freiheit geben konnte, die sie braucht, um sich über ein Genre zu erheben, um zu fliegen.“
In seiner Rezension für die Epd Film lobt Patrick Seyboth den unkonventionellen und herausragenden Umgang mit dem Krimi-Genre: "Zeit Verbrechen wurde bereits mehrfach ausgezeichnet – hochverdient, sind doch alle vier Folgen der Reihe Musterbeispiele für ein Erzählen, das wagt, zu irritieren, herauszufordern und im Krimigenre existenzielle Geschichten zu erzählen."
Olivia Popp schreibt in ihrer Kritik für das Online-Magazin Cineuropa, insgesamt sei Zeit Verbrechen stilistisch kaum kohärent, aber die großen Freiheiten, die sich die Regisseure in jeder Folge jeweils nehmen, ergebe zusammen eine fesselnde Anthologie. Je nach Geschmack werde sich der Zuschauer eher zu der einen oder zu der anderen der vier Folgen hingezogen fühlen. Dezember versprühe ein nostalgisches Flair der frühen 2000er Jahre und erwecke den Anschein, als sei die Folge in Echtzeit in einer einzigen Einstellung gedreht worden. Der Panther sei dank einer überschwänglichen Leistung von Lars Eidinger und einer stark handgeführten Kamera, die Johnnys chaotischen Lebensstil einfängt, unterhaltsam. Deine Brüder sei aufregend und herzzerreißend, wirke teilweise wie ein Gerichtsdrama und rege das Publikum durch seine Nichtlinearität dazu an, über die dargestellte Ethik nachzudenken. Love by Proxy entpuppe sich als immer wieder überraschender, straff gestalteter transnationaler Thriller mit einem kommerziell ansprechenderen, aber nie zu ernsten Drehbuch.

### Auszeichnungen
Deutscher Kamerapreis 2024
- Auszeichnung in der Kategorie Beste Kamera Fiktion Screen (Christopher Aoun für Deine Brüder)
- Nominierung für den Besten Filmschnitt in der Kategorie Fiktion Screen (Friederike Hohmuth bei Love by Proxy)[21][22]

Deutscher Schauspielpreis 2024
- Auszeichnung mit dem Ensemble-Preis
- Nominierung für die Beste dramatische Hauptrolle (Lars Eidinger für Der Panther)
- Nominierung als Bester Nachwuchs (Samuel Benito für Dezember)[23][24]

Deutsches FernsehKrimi-Festival 2024
- Auszeichnung in der Kategorie Krimiserie des Jahres[25]

Grimme-Preis 2025
- Nominierung in der Kategorie Fiktion[26]

New Faces Awards 2024
- Auszeichnung als Bester Nachwuchsschauspieler (Zethphan Smith-Gneist für Deine Brüder)

TeleVisionale – Film- und Serienfestival 2024
- Nominierung in der Kategorie Deutscher Serienpreis
- Auszeichnung in der Kategorie Serienpreis der Studierenden-Jury